# Eberhard Werner Happel
Pour les articles homonymes, voir Eberhard Werner, Werner et Happel.
Eberhard Werner Happel, né le 12 août 1647 à Kirchhain, dans le landgraviat de Hesse-Cassel, et mort le 15 mai 1690 à Hambourg, était un écrivain allemand.

## Biographie
Fils d'un pasteur luthérien, il étudia les mathématiques et la médecine jusqu'en 1668, puis, entama des études de droit à Marburg ; il vécut ensuite à Hambourg comme professeur et écrivain. Dans son roman Akademische Roman, worrinnen das Studenleben furgebildet ist, il décrit la vie des étudiants après la guerre de Trente Ans. Il traduisit le Valérius Maximus et écrivit une œuvre historique, dont fait partie le Grosste Denkwurdigkeiten der Welt oder sogennante relationes curiosae, un recueil de culture populaire fantastique et magique.

## Œuvres
- Der asiatische Onogambo, 1673

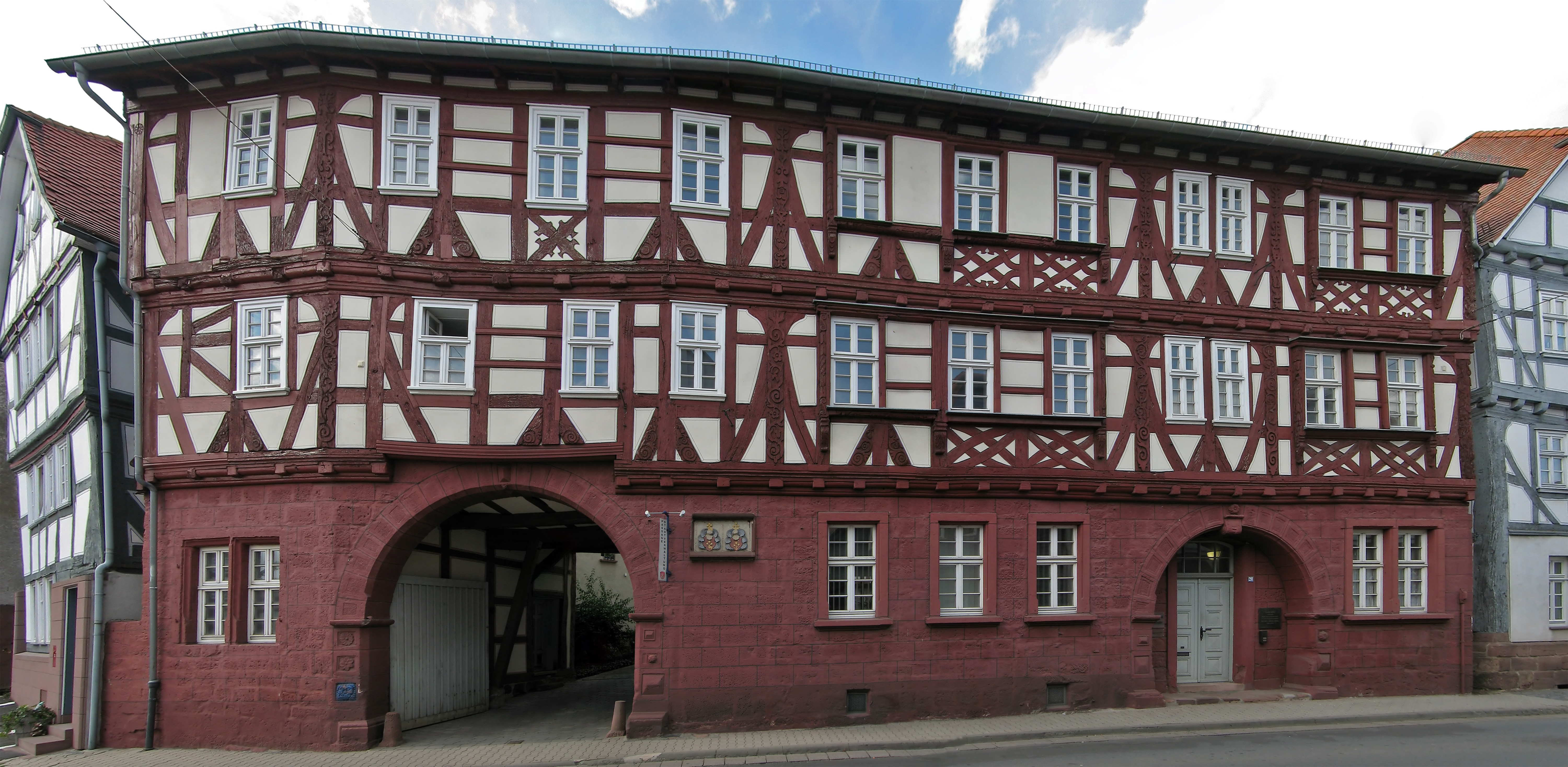
"Au Lion Bleu" : maison natale de Happel à Kirchhain.

- Sogenannter christlicher Potentaten Kriegsroman, 2 Bände, 1681
- E. G. Happelii grössester Denkwürdigkeiten der Welt oder so genandte Relationes curiosae, 1681-1691
- Der insulanische Mandorell. 1682 - enthält die erste deutsche Übersetzung von Pierre Daniel Huets Traitté de l'origine des romans, 1670
- Der ungarische Kriegsroman. 6 Bände, 1685–1697
- Der italienische Spinelli oder so genannte Europäische Geschicht-Romans auf das 1685. Jahr. 4 Bände, 1685–1686
- Der spanische Quintana oder so genannte Europäische Geschicht-Roman auf das 1686. Jahr. 4 Bände, 1686–1687
- Der französische Cormantin oder so genannte Europäische Geschicht-Roman auf das 1687. Jahr. 4 Bände, 1687–1688
- Everhardi Guerneri Happelii Mundus Mirabilis Tripartitus, Oder Wunderbare Welt, in einer kurtzen Cosmographia. 3 Bände, 1687–1689.
- Der ottomanische Bajazet oder so genannte Europäische Geschicht-Roman auf das 1688. Jahr. 4 Bände, 1688–1689
- Afrikanischer Tarnolast. 1689
- Der teutsche Carl oder so genannte Europäische Geschicht-Roman auf das 1689. Jahr. 4 Bände, 1690
- Der Academische Roman, worinnen das Studenten-Leben fürgebildet wird. 1690 (Modèle:DTAW); hrsg. G. E. Scholz, Wien 1962 (Repr. d. Ausg. Ulm 1690)

Die nach Happels Tod (1690) veröffentlichten weiteren „Europäischen Geschicht-Romane“ stammen nicht mehr aus seiner Feder.
Rééditions:
- Eberhard Werner Happel : Der Insulanische Mandorell (1682). Im Anhang: Pierre-Daniel Huets Traitté de l’origine des romans (1670). Hg. u. mit einem Nachwort versehen v. Stefanie Stockhorst. 687 S., 2 Abb. Berlin 2007 (Bibliothek seltener Texte Bd. 12) [enth. ausführliches Nachwort zu Leben und Werk]
- Lebensbeschreibung des Eberhard Werner Happel (1647–1690). Aus dem Roman „Der Teutsche Carl“. Kommentiert von Gustav Könnecke (1908). Mit einem Nachwort von Gerd Meyer. Herausgegeben anlässlich des 300. Todestages. Ergänzter Nachdruck. Kirchhain und Marburg 1990